# Comté de Power
Pour les articles homonymes, voir Power.
Le comté de Power est un comté des États-Unis situé dans l’État de l'Idaho. En 2000, la population était de 7 538 habitants. Son siège est American Falls. Le comté a été créé en 1913 à partir du comté de Cassia et nommé en l'honneur du barrage d'American Falls et de l'usine hydroélectrique associée (American Falls Power Plant).

## Géolocalisation
| Comté de Blaine | Comté de Bingham |                  |
|                 | Comté de Power   | Comté de Bannock |
| Comté de Cassia | Comté d'Oneida   |                  |

## Démographie
| 1920  | 1930  | 1940  | 1950  | 1960  | 1970  |
| ----- | ----- | ----- | ----- | ----- | ----- |
| 5 105 | 4 457 | 3 965 | 3 988 | 4 111 | 4 864 |

| 1980  | 1990  | 2000  | 2010  | 2020  | - |
| ----- | ----- | ----- | ----- | ----- | - |
| 6 844 | 7 086 | 7 538 | 7 817 | 7 878 | - |

## Principales villes
- American Falls
- Arbon Valley
- Pocatello (partiellement dans le comté)
- Rockland